# Fernmeldeturm Witzhelden
Der Fernmeldeturm Witzhelden ist ein 134 Meter hoher Fernmeldeturm (Typenturm) des Typs 2/73 der Deutschen Funkturm aus Stahlbeton in Witzhelden, einem Ortsteil von Leichlingen (Rheinland) im Rheinisch-Bergischen Kreis.

## Beschreibung
Bis zur Höhe von 102,90 m besteht der Turm aus einem konischen Stahlbetonschaft, auf dem ein 31 m hoher zylindrischer Stahlbetonschaft aufgesetzt ist. Die Gesamthöhe des Turmes beträgt 133,90 m. Eine zweigeschossige Kanzel für die technischen Einrichtungen befindet sich in einer Höhe zwischen 74,20 und 82,90 m. Um die Kanzel herum sind die beiden Hauptantennenplattformen angebracht. Sie haben einen Durchmesser von 33 m in Höhen von 75 m und 83 m. Der Turmschaft eignet sich zur Aufnahme weiterer kleinerer Antennen.
Im Inneren des Turmes befinden sich ein Aufzug bis zur Höhe von 80 m sowie eine Stahlbetontreppe. Er wurde 1975 errichtet und trägt den Spitznamen Rich. Sein Standort befindet sich 245 m über NN nördlich der Witzheldener Ortschaft Flamerscheid. Der Turm dient dem Richtfunk und als UKW-Sender. Von der Spitze des Turmes wird auf der UKW-Frequenz 95,7 MHz in 1,0 kW WDR 2 in Rundstrahlung gesendet. Am Turm befinden sich eine D1-Station, eine E-Plus-Station und eine O2-Station. Bis 1998 wurde das Eurosignal auf 87,336 MHz mit einer Leistung von 16 kW gesendet. Außerdem wird Amateurfunk DB0AIM auf einem 70-Zentimeter-Band gesendet. Einen Kilometer entfernt in südwestlicher Richtung stand der TV-Sender Witzhelden. Seit Niederlegung des TV-Sendeturms befinden sich hier auch Sendeanlagen für den BOS-Funk.

## Frequenzen und Programme

### Analoger Hörfunk (UKW)
| Frequenz (MHz) | Programm | RDS PS            | RDS PI                | Regionalisierung | ERP (kW) | Antennendiagramm rund (ND)/gerichtet (D) | Polarisation horizontal (H)/vertikal (V) |
| -------------- | -------- | ----------------- | --------------------- | ---------------- | -------- | ---------------------------------------- | ---------------------------------------- |
| 95,7           | WDR 2    | WDR_2_W_ WDR_2___ | DC92 (regional), D392 | Wuppertal        | 1        | ND                                       | H                                        |